# Newland (Gloucestershire)
Newland è un villaggio e parrocchia civile dell'Inghilterra, appartenente alla contea del Gloucestershire.